# جرانيسيترون
جرانيسيترون هو مضاد لمستقبلات السيروتونين 5-HT3 يستخدم كمضاد للقئ لعلاج الغثيان والقيء بعد العلاج الكيميائي والعلاج الإشعاعي. تأثيره الرئيسي هو تقليل نشاط العصب المبهم، وهو عصب ينشط مركز القيء في النخاع المستطيل. ليس له تأثير كبير على القيء بسبب دوار الحركة. هذا الدواء ليس له أي تأثير على مستقبلات الدوبامين أو مستقبلات المسكارين.
تم تطوير الجرانيسيترون من قبل كيميائيين يعملون في شركة الأدوية البريطانية (Beecham) حوالي عام 1985 وهو متاح كعامل عام. يتم إنتاجه من قبل مختبرات روش (Roche Laboratories) تحت الاسم التجاري (Kytril). تمت الموافقة على الدواء في المملكة المتحدة في عام 1991 وفي الولايات المتحدة في عام 1994 من قبل دائرة الغذاء والدواء.
تمت الموافقة على مضاد جرانيسيترون الذي يحمل الاسم التجاري (Sancuso) من قبل دائرة الغذاء والدواء الأمريكية في 12 سبتمبر 2008. تم تصنيع (Sancuso) بواسطة نظام توصيل الأدوية (3M) لشركة Inc.
تم تسجيل براءة اختراعه في عام 1985 وتمت الموافقة على استخدامه الطبي في عام 1991.إنه مدرج في قائمة منظمة الصحة العالمية للأدوية الأساسية.

## الاستخدامات الطبية

### العلاج الكيميائي
يمكن استخدامه في الغثيان والقيء الناجم عن العلاج الكيميائي والجدير بالذكر أنه يعمل تقريبًا مثل أوندانسيترون. الآثار الجانبية الأكثر شيوعًا للعلاج الكيميائي هي الغثيان والقيء والإسهال. هذا أحد أنواع الأدوية التي يمكن أن يصفها الطبيب لمنع أو تقليل أو تخفيف الانزعاج.

### بعد الجراحة
لا شك أن عددًا من الأدوية بما في ذلك الجرانيسيترون فعالة في السيطرة على الغثيان والقيء بعد الجراحة (PONV). من غير الواضح ما إذا كانت فعالة أكثر أو أقل من العوامل الأخرى مثل دروبيريدول أو ميتوكلوبراميد أو أوندانسيترون.

### شلل جزئي بالمعدة
تمت دراسة مضاد جرانيسترون (Sancuso) لاستخدامه في شلل جزئي بالمعدة، على الرغم من أنه غير معتمد من قبل دائرة الغذاء والدواء لداعي الاستعمال هذا تحديدا.

## أخرى
- هو علاج يمكن أن يسبب الغثيان والقيء أيضا يمكن ان يسبب مرض طبي حاد أو مزمن أو التهاب المعدة والأمعاء الحاد.
- علاج متلازمة القيء الدوري بالرغم من عدم وجود تجارب رسمية لتأكيد الفعالية.

## الآثار الجانبية
جرانيسيترون دواء جيد ولا يحمل الكثير من الآثار الجانبية. الصداع والدوخة والإمساك هي الآثار الجانبية الأكثر شيوعًا المرتبطة باستخدامه. لم يتم الإبلاغ عن أي تفاعلات دوائية كبيرة مع استخدام هذا الدواء. يتم تقسيمه بواسطة نظام السيتوكروم (P450) للكبد وله تأثير ضئيل على أيض الأدوية الأخرى التي يتم تفكيكها بواسطة هذا النظام.

## الإفراز المطول
نسخة الإفراز المطول القابلة للحقن من جرانيسيترون، والمعروفة باسم (Sustol) متاحة أيضًا في الولايات المتحدة اعتبارًا من عام 2016. يستخدم الشكل الواسع الفاعل لعلاج كل من الغثيان والقيء بعد العلاج الكيميائي الحاد والمتأخر في العلاج الكيميائي المقيئ بشكل معتدل والأنثروسايكلين و/أو السيكلوفوسفاميد (AC) في الأنظمة شديدة التقييء. لم تمنح دائرة الغذاء والدواء الأمريكية تصنيف (HEC) الواسع للعقار مستشهدة بالتركيز على أنظمة (AC)، سرطان الثدي بشكل أساسي.

## قراءة إضافية
- Aapro M (2004). "Granisetron: an update on its clinical use in the management of nausea and vomiting". The Oncologist. ج. 9 ع. 6: 673–86. DOI:10.1634/theoncologist.9-6-673. PMID:15561811.